# Topsport Vlaanderen-Mercator/Saison 2010
Dieser Artikel listet Erfolge und Mannschaft des Radsportteams Topsport Vlaanderen-Mercator in der Saison 2010 auf.

## Saison 2010

### Erfolge in der Continental Tour
| Datum        | Rennen                                   | Kat. | Fahrer              |
| ------------ | ---------------------------------------- | ---- | ------------------- |
| 8. Februar   | 2. Etappe Tour of Qatar                  | 2.1  | Geert Steurs        |
| 7. März      | 3. Etappe Driedaagse van West-Vlaanderen | 2.1  | Kris Boeckmans      |
| 6. Juni      | Grosser Preis des Kantons Aargau         | 1.HC | Kristof Vandewalle  |
| 20. Juni     | 5. Etappe Ster Elektrotoer               | 2.1  | Kris Boeckmans      |
| 5. August    | 2. Etappe Post Danmark Rundt             | 2.HC | Michaël Van Staeyen |
| 8. September | Memorial Rik Van Steenbergen             | 1.1  | Michaël Van Staeyen |

### Zugänge – Abgänge
| Zugänge             | Team 2009                 | Abgänge          | Team 2010          |
| ------------------- | ------------------------- | ---------------- | ------------------ |
| Pieter Jacobs       | Silence-Lotto             | Kristof Goddaert | Ag2r La Mondiale   |
| Steven Van Vooren   | An Post-Sean Kelly Team   | Jan Bakelants    | Omega Pharma-Lotto |
| Grégory Joseph      | Jong Vlaanderen-Bauknecht | Nikolas Maes     | Quick Step         |
| Jérôme Baugnies     | Josan Isorex              | Ben Hermans      | Team RadioShack    |
| Michaël Van Staeyen | Rabobank Continental      | Sven Renders     | Verandas Willems   |
| Sander Armée        | Beveren 2000-Quick Step   | Tom Criel        | Profel-Colossi     |
| Kris Boeckmans      | Neoprofi                  | Bart Vanheule    | Unbekannt          |

### Mannschaft
| Name                 | Geburtstag         | Nationalität |              |
| Sander Armée         | 10. Dezember 1985  | Belgien      |              |
| Jérôme Baugnies      | 1. April 1987      | Belgien      |              |
| Kris Boeckmans       | 13. Februar 1987   | Belgien      |              |
| Johan Coenen         | 4. Februar 1979    | Belgien      |              |
| Thomas De Gendt      | 6. November 1986   | Belgien      |              |
| Kenny De Ketele      | 5. Juni 1985       | Belgien      |              |
| Pieter Jacobs        | 6. Juni 1986       | Belgien      |              |
| Grégory Joseph       | 6. April 1988      | Belgien      |              |
| Stijn Joseph         | 18. September 1987 | Belgien      |              |
| Klaas Lodewyck       | 24. März 1988      | Belgien      |              |
| Tim Mertens          | 7. Februar 1986    | Belgien      |              |
| Stijn Neirynck       | 14. September 1985 | Belgien      |              |
| Maarten Neyens       | 1. März 1985       | Belgien      |              |
| Geert Steurs         | 24. September 1981 | Belgien      |              |
| Preben Van Hecke     | 9. Juli 1982       | Belgien      |              |
| Michaël Van Staeyen  | 13. August 1988    | Belgien      |              |
| Steven Van Vooren    | 5. Oktober 1986    | Belgien      |              |
| Kristof Vandewalle   | 5. April 1985      | Belgien      |              |
| Sep Vanmarcke        | 28. Juli 1988      | Belgien      |              |
| Pieter Vanspeybrouck | 10. Februar 1987   | Belgien      |              |
| Stagiaires           | Stagiaires         | Nationalität | Nationalität |
| Sven Jodts           | Sven Jodts         | Belgien      |              |
| Pieter Serry         | Pieter Serry       | Belgien      |              |
| Jelle Wallays        | Jelle Wallays      | Belgien      |              |